# پناهگاه حیات وحش لوس گواتوس
پناهگاه حیات وحش لوس گواتوس (به لاتین: Los Guatuzos Wildlife Refuge) یک پناهگاه حیات وحش در نیکاراگوئه است که در south Nicaragua واقع شده‌است.